# 묘코코겐역
묘코코겐역(일본어: 妙高高原駅)은 일본 니가타현 묘코시에 있는 철도역이다.

## 접속 노선
- 에치고토키메키 철도
  - 묘코 하네우마 라인
- 시나노 철도
  - 기타시나노 선

당역은 에치고토키메키 철도가 관할하며 두 노선은 직결 운행을 하지 않으므로 계속 지나가려면 열차를 갈아타야 한다.

## 타는 곳
단선 · 섬식의 형태를 합친 복합 구조 숭강장이다.
| 1 | ■ 묘코 하네우마 라인 | 다카다 · 나오에쓰 방면(일부 열차) |
| 2 | ■ 기타시나노 선      | 도요노 · 나가노 방면              |
| 3 | ■ 묘코 하네우마 라인 | 다카다 · 나오에쓰 방면            |

## 이용 현황
| 연도     | 이용 현황 |
| 2010년도 | 390명     |
| -------- | --------- |

## 역 주변
- 국도 제18호선
- 아카쿠라 온천
- 묘코 시청 묘코코겐 지소
- 니가타 시립 묘코 병원
- 주오 전기공업 본사 · 묘코공장

## 역사
- 1888년 5월 1일: 다구치역(일본어: 田口駅)으로서 개업.
- 1969년 10월 1일: 묘코코겐역으로 개칭.
- 1987년 4월 1일: 민영화에 의해, 동일본 여객철도로 이관.
- 2015년 3월 14일: 호쿠리쿠 신칸센 나가노 ~ 가나자와 구간이 연장 개통됨에 따라 에치고토키메키 철도에 이관.

## 인접 정차역
| 에치고토키메키 철도 ■ 묘코 하네우마 라인 | 에치고토키메키 철도 ■ 묘코 하네우마 라인 | 에치고토키메키 철도 ■ 묘코 하네우마 라인 |
| ---------------------------------------- | ---------------------------------------- | ---------------------------------------- |
| 시·종착역                                | 보통                                     | 세키야마 나오에쓰 방면                   |
| 시나노 철도 ■ 기타시나노 선              |                                          |                                          |
| 구로히메 나가노 방면                     | 보통                                     | 시·종착역                                |